# Schmiedgasse (Stans)

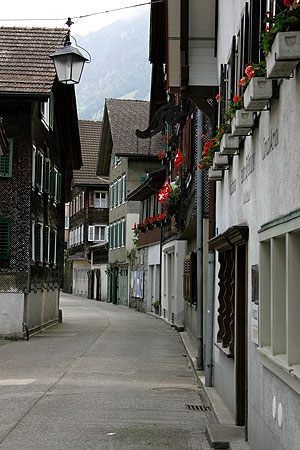
Schmiedgasse

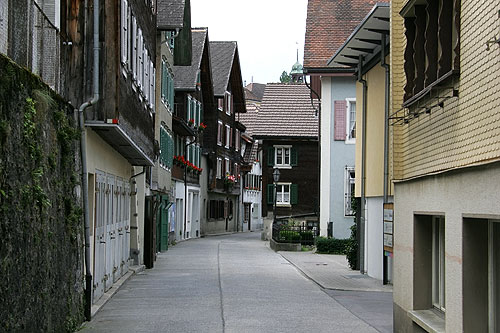
Schmiedgasse

Die Schmiedgasse ist einer der ältesten Dorfteile von Stans, dem Hauptort des Schweizer Kantons Nidwalden.
Die traditionelle Handwerkergasse im Dorfkern diente bis ins 19. Jahrhundert als Verbindungsstrasse von Stans nach Buochs und Engelberg. Die alte Bebauung wurde während des Dorfbrandes von 1713 beinahe vollständig zerstört. Der Wiederaufbau setzte zuerst auf der Hangseite mit Wohnhäusern und zur Strasse hin offenen Werkstätten ein, welche der Schmiedgasse ihre spezielle Atmosphäre verliehen. Erst seit dem Ende des 19. Jahrhunderts wurde auch die Talseite mit Wohnhäusern, Werkstätten und Lagerschuppen bebaut.

## Betonstrasse
Die Schmiedgasse in Stans ist die älteste noch erhaltene Betonstrasse der Schweiz. 1933 wurde die alte, holprige Pflästerung der Schmiedgasse im Zusammenhang mit Leitungserneuerungen durch einen armierten Betoneinbau ersetzt. Sie gilt mit der Überlandstrasse Zuzwil–Oberbüren–Gossau (erbaut zwischen 1933 und 1935) als eine der ersten Pionier-Betonstrassen in der Schweiz. Zur Eröffnung der Betonstrasse zogen am 21. Oktober 1933 die Feldmusik, der Gemeinderat und Gäste in feierlichem Zug vom Löli durch die Schmiedgasse zum Dorfbrunnen und im Kontre-Marsch zurück zu den Verpflegungsständen. Der Bau der Strasse hat damals rund CHF 46'000 gekostet.

## Freie Republik Schmiedgasse

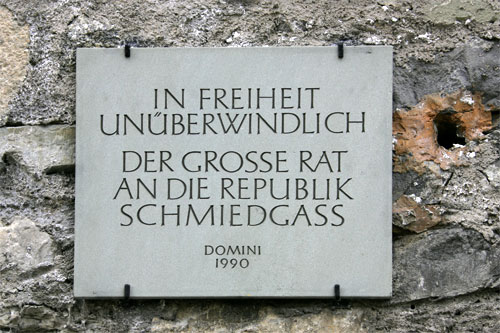
Schild in der Schmiedgasse

Zur Schmiedgasse gibt es die Erzählung von der «Freien Republik Schmiedgasse»: Während des Zweiten Weltkriegs gab es in Stans verschiedene Aktionen gegen die Anhänger von Hitler, so wurden Plakate mit angeblich nazifreundlichen Personen aufgehängt. Verschiedene Schmiedgässler wurden deswegen verzeigt, was für Unmut sorgte. Als Reaktion darauf wurde die «Freie Republik Schmiedgasse» ausgerufen und am 15. Juli 1945 ein grosses Tor aufgebaut mit der Aufschrift «Republik Schmiedgass» und jeder, der durch das Tor wollte, musste Eintritt zahlen.

## Schmiedgass-Chilbi
Als Erinnerung an die Ausrufung der «Freien Republik Schmiedgasse» wurde 1955 ein Fest in der Gasse initiiert. Schon bald nach der ersten Durchführung wurde die Schmiedgass-Chilbi einer der wichtigsten Anlässe von Stans. Gerade Jahre sind Chilbijahre. Die jüngsten Gassenbewohner eröffnen das Fest mit einem Büchsen-Trommelumzug. Als grösste Attraktion gilt die Holzrutschbahn von der Mürgstrasse runter in die Schmiedgasse. Viel Schwung ist aber auch beim Flaschenfischen oder am Malistand gefragt. Armbrustschiessen, Spielparadies oder Kino begeistern grosse und kleine Festbesucher. In den Beizen wie der Wybar ob der Gass, im Grotto Risotto oder in der Kaffebuide gibts Bratchäs, Risotto, Wurst und Flüssiges. Die Schmiedgasse ist bekannt für ihre Gastfreundschaft. Kreativität, Bodenständigkeit und Liebe zum Detail zeigen sich in den selbst bemalten Fahnen und Standbeschriftungen.